# Гусдрапа
Гусдрапа (давньосканд. Húsdrápa; приб. переклад: Драпа про дім) — скальдична поема, написана наприкінці Х ст. Поема збереглася в Молодшій Едді, де цитується низка стансів з поеми. Авторство над драпою приписують скальдові Ульвові Уґґасону. Поема описує сцени зі скандинавської міфології, вирізані на кухонній панелі. В стансах, які дійшли до нас, описано наступне:
- Подорож Тора на риболовлю;
- Поховання Бальда;
- Невідомий міф, який Сноррі Стурлусон зрозумів як такий, що має стосунок до змагання Локі та Гєймдалля за Брісінґамен.

Доволі часто цю поему порівнюють з двома іншими, які також змальовують зображення сцен з міфології: Гаустльонґом та Драпою про Раґнара.
Також про Гусдрапу згадується в Сазі про людей з Лососячої долини:
|  | Весільний бенкет був багатолюдним, адже було зведено нову залу. Ульв Уґґасон був запрошеним гостем, й він склав поеми про Олава Гускульдсона та про легенди, намальовані на стінах, й він промовив їх на бенкеті. Поему він назвав "Пісня про Дім", й вона була гарною. Олав добре винагородив скальда за неї. |